# Чемпионат СССР по водному поло 1974
XXXIV чемпионат СССР по водному поло (XXX чемпионат для клубных команд) проходил со 2 марта по 20 октября 1974 года. Победителем турнира стала команда МГУ.

## Общая информация
Главный дивизион чемпионата с этого сезона стал называться высшей лигой класса «А», а его состав был расширен с 10 до 12 команд. Формат проведения турнира также претерпел изменения: команды провели предварительные игры, по итогам которых шесть сильнейших участников продолжили борьбу за медали, а вторая шестёрка оспаривала 7—12-е места. На предварительном этапе команды сыграли в один круг, а в финальных группах — в два круга; в турнирных таблицах финалов учитывались все результаты, показанные командами на предварительном этапе.
Чемпионский титул в третий раз подряд выиграла команда МГУ, став недосягаемой для соперников за три тура до конца чемпионата. Как и в прошлом сезоне, второе место заняли ватерполисты ЦСК ВМФ, а бронза досталась киевскому «Динамо».
Победителями соревнований в первой группе класса «А» стали минский «Буревестник» и ташкентский «Мехнат». В следующем сезоне они заменили в высшей лиге харьковское «Динамо» и московское «Торпедо», которым не удалось удержаться в сильнейшем дивизионе.

## Предварительные игры

### Турнирная таблица
|                          | 1   | 2    | 3   | 4   | 5   | 6   | 7   | 8   | 9    | 10  | 11  | 12  | И  | В  | Н | П | М     | О  |
| ------------------------ | --- | ---- | --- | --- | --- | --- | --- | --- | ---- | --- | --- | --- | -- | -- | - | - | ----- | -- |
| 1. МГУ (Москва)          |     | 4:6  | 4:2 | 6:2 | 5:3 | 6:3 | 7:3 | 6:2 | 4:1  | 5:3 | 3:2 | 7:2 | 11 | 10 | 0 | 1 | 57:29 | 20 |
| 2. ЦСК ВМФ (Москва)      | 6:4 |      | 3:4 | 5:3 | 0:0 | 7:6 | 4:4 | 6:2 | 11:8 | 7:2 | 7:5 | 4:4 | 11 | 7  | 3 | 1 | 60:42 | 17 |
| 3. «Динамо» (Киев)       | 2:4 | 4:3  |     | 4:2 | 3:3 | 6:5 | 3:4 | 3:2 | 5:6  | 5:4 | 6:2 | 7:4 | 11 | 7  | 1 | 3 | 48:39 | 15 |
| 4. «Динамо» (Львов)      | 2:6 | 3:5  | 2:4 |     | 5:5 | 4:4 | 3:2 | 3:2 | 5:3  | 4:3 | 4:4 | 5:4 | 11 | 5  | 3 | 3 | 40:42 | 13 |
| 5. «Динамо» (Москва)     | 3:5 | 0:0  | 3:3 | 5:5 |     | 4:5 | 8:5 | 3:3 | 3:3  | 5:5 | 4:3 | 7:4 | 11 | 3  | 6 | 2 | 45:41 | 12 |
| 6. «Динамо» (Тбилиси)    | 3:6 | 6:7  | 5:6 | 4:4 | 5:4 |     | 6:7 | 6:4 | 2:2  | 6:4 | 6:8 | 5:4 | 11 | 4  | 2 | 5 | 54:56 | 10 |
| 7. «Балтика» (Ленинград) | 3:7 | 4:4  | 4:3 | 2:3 | 5:8 | 7:6 |     | 3:4 | 5:5  | 6:6 | 8:4 | 2:2 | 11 | 3  | 4 | 4 | 49:52 | 10 |
| 8. «Торпедо» (Москва)    | 2:6 | 2:6  | 2:3 | 2:3 | 3:3 | 4:6 | 4:3 |     | 2:2  | 4:2 | 5:4 | 4:3 | 11 | 4  | 2 | 5 | 34:41 | 10 |
| 9. «Спартак» (Волгоград) | 1:4 | 8:11 | 6:5 | 3:5 | 3:3 | 2:2 | 5:5 | 2:2 |      | 2:2 | 7:7 | 4:4 | 11 | 1  | 7 | 3 | 43:50 | 9  |
| 10. «Динамо» (Харьков)   | 3:5 | 2:7  | 4:5 | 3:4 | 5:5 | 4:6 | 6:6 | 2:4 | 2:2  |     | 5:4 | 4:4 | 11 | 1  | 4 | 6 | 40:52 | 6  |
| 11. ККФ (Баку)           | 2:3 | 5:7  | 2:6 | 4:4 | 3:4 | 8:6 | 4:8 | 4:5 | 7:7  | 4:5 |     | 6:6 | 11 | 1  | 3 | 7 | 49:61 | 5  |
| 12. «Динамо» (Алма-Ата)  | 2:7 | 4:4  | 4:7 | 4:5 | 4:7 | 4:5 | 2:2 | 3:4 | 4:4  | 4:4 | 6:6 |     | 11 | 0  | 5 | 6 | 41:55 | 5  |

### Матчи
Дзержинск, бассейн стадиона «Химик»

1-й тур. 2 марта
- ЦСК ВМФ — «Торпедо» — 6:2
- «Динамо» Лв — «Спартак» — 5:3
- «Динамо» К — ККФ — 6:2

2-й тур. 3 марта
- ЦСК ВМФ — ККФ — 7:5
- «Спартак» — «Торпедо» — 2:2
- «Динамо» К — «Динамо» Лв — 4:2

3-й тур. 4 марта
- «Динамо» Лв — ККФ — 4:4
- «Динамо» К — «Торпедо» — 3:2
- ЦСК ВМФ — «Спартак» — 11:8

4-й тур. 5 марта
- «Спартак» — «Динамо» К — 6:5
- «Торпедо» — ККФ — 5:4
- ЦСК ВМФ — «Динамо» Лв — 5:3

5-й тур. 6 марта
- «Динамо» Лв — «Торпедо» — 6:2
- «Спартак» — ККФ — 7:7
- «Динамо» К — ЦСК ВМФ — 4:3

Таллин, бассейн ДСО «Калев»

1-й тур. 2 марта
- МГУ — «Динамо» Тб — 6:3
- «Динамо» М — «Динамо» Х — 5:5
- «Балтика» — «Динамо» А-А — 2:2

2-й тур. 3 марта
- «Динамо» Х — «Балтика» — 6:6
- «Динамо» Тб — «Динамо» А-А — 5:4
- МГУ — «Динамо» М — 5:3

3-й тур. 4 марта
- «Динамо» А-А — «Динамо» Х — 4:4
- МГУ — «Балтика» — 7:3
- «Динамо» Тб — «Динамо» М — 5:4

4-й тур. 5 марта
- «Динамо» М — «Балтика» — 8:5
- МГУ — «Динамо» А-А — 7:2
- «Динамо» Тб — «Динамо» Х — 6:4

5-й тур. 6 марта
- МГУ — «Динамо» Х — 5:3
- «Динамо» М — «Динамо» А-А — 7:4
- «Балтика» — «Динамо» Тб — 7:6

Жданов, бассейн «Нептун»

6-й тур. 23 марта
- МГУ — «Торпедо» — 6:2
- «Динамо» М — «Спартак» — 3:3
- «Балтика» — «Динамо» К — 4:3
- ККФ — «Динамо» А-А — 6:6
- «Динамо» Лв — «Динамо» Х — 4:3
- ЦСК ВМФ — «Динамо» Тб — 7:6

7-й тур. 24 марта
- «Динамо» Х — ККФ — 5:4
- ЦСК ВМФ — МГУ — 6:4
- «Торпедо» — «Динамо» М — 3:3
- «Динамо» К — «Динамо» А-А — 7:4
- «Динамо» Лв — «Динамо» Тб — 4:4
- «Спартак» — «Балтика» — 5:5

8-й тур. 25 марта
- «Торпедо» — «Балтика» — 4:3
- «Динамо» А-А — «Спартак» — 4:4
- «Динамо» К — «Динамо» Х — 5:4
- ККФ — «Динамо» Тб — 8:6
- МГУ — «Динамо» Лв — 6:2
- «Динамо» М — ЦСК ВМФ — 0:0

9-й тур. 27 марта
- «Спартак» — «Динамо» Х — 2:2
- «Торпедо» — «Динамо» А-А — 4:3
- МГУ — ККФ — 3:2
- «Динамо» Лв — «Динамо» М — 5:5
- ЦСК ВМФ — «Балтика» — 4:4
- «Динамо» К — «Динамо» Тб — 6:5

10-й тур. 28 марта
- «Торпедо» — «Динамо» Х — 4:2
- «Динамо» А-А — ЦСК ВМФ — 4:4
- «Динамо» Лв — «Балтика» — 3:2
- «Динамо» М — ККФ — 4:3
- МГУ — «Динамо» К — 4:2
- «Динамо» Тб — «Спартак» — 2:2

11-й тур. 29 марта
- «Динамо» Тб — «Торпедо» — 6:4
- «Балтика» — ККФ — 8:4
- «Динамо» Лв — «Динамо» А-А — 5:4
- МГУ — «Спартак» — 4:1
- «Динамо» К — «Динамо» М — 3:3
- ЦСК ВМФ — «Динамо» Х — 7:2

## Финал за 1—6-е места

### Турнирная таблица
|                       | 1        | 2       | 3       | 4       | 5       | 6        | И  | В  | Н  | П  | М      | О  |
| --------------------- | -------- | ------- | ------- | ------- | ------- | -------- | -- | -- | -- | -- | ------ | -- |
| 1. МГУ (Москва)       |          | 5:4 7:7 | 4:4 5:5 | 4:3 4:4 | 6:1 8:5 | 6:5 10:6 | 21 | 17 | 3  | 1  | 116:73 | 37 |
| 2. ЦСК ВМФ (Москва)   | 4:5 7:7  |         | 5:5 5:4 | 5:5 2:2 | 3:3 6:5 | 5:3 6:5  | 21 | 11 | 8  | 2  | 108:86 | 30 |
| 3. «Динамо» (Киев)    | 4:4 5:5  | 5:5 4:5 |         | 2:2 4:1 | 6:4 5:3 | 5:5 9:7  | 21 | 11 | 6  | 4  | 97:80  | 28 |
| 4. «Динамо» (Москва)  | 3:4 4:4  | 5:5 2:2 | 2:2 1:4 |         | 3:3 3:4 | 6:5 6:4  | 21 | 5  | 11 | 5  | 80:78  | 21 |
| 5. «Динамо» (Львов)   | 1:6 5:8  | 3:3 5:6 | 4:6 3:5 | 3:3 4:3 |         | 4:3 2:1  | 21 | 8  | 5  | 8  | 74:86  | 21 |
| 6. «Динамо» (Тбилиси) | 5:6 6:10 | 3:5 5:6 | 5:5 7:9 | 5:6 4:6 | 3:4 1:2 |          | 21 | 4  | 3  | 14 | 98:115 | 11 |

### Матчи
Киев, бассейн «Динамо»
12-й тур. 26 июня
- «Динамо» Лв — «Динамо» Тб — 4:3
- МГУ — ЦСК ВМФ — 5:4
- «Динамо» М — «Динамо» К — 2:2

13-й тур. 27 июня
- МГУ — «Динамо» Тб — 6:5
- «Динамо» К — «Динамо» Лв — 6:4
- «Динамо» М — ЦСК ВМФ — 5:5

14-й тур. 28 июня
- «Динамо» М — «Динамо» Тб — 6:5
- ЦСК ВМФ — «Динамо» К — 5:5
- МГУ — «Динамо» Лв — 6:1

15-й тур. 29 июня
- ЦСК ВМФ — «Динамо» Лв — 3:3
- МГУ — «Динамо» М — 4:3
- «Динамо» К — «Динамо» Тб — 5:5

16-й тур. 30 июня
- ЦСК ВМФ — «Динамо» Тб — 5:3
- «Динамо» К — МГУ — 4:4
- «Динамо» М — «Динамо» Лв — 3:3

Москва, бассейн ЦСКА
17-й тур. 16 октября
- «Динамо» Лв — «Динамо» Тб — 2:1
- МГУ — ЦСК ВМФ — 7:7
- «Динамо» К — «Динамо» М — 4:1

18-й тур. 17 октября
- «Динамо» К — «Динамо» Лв — 5:3
- МГУ — «Динамо» Тб — 10:6
- ЦСК ВМФ — «Динамо» М — 2:2

19-й тур. 18 октября
- «Динамо» М — «Динамо» Тб — 6:4
- ЦСК ВМФ — «Динамо» К — 5:4
- МГУ — «Динамо» Лв — 8:5

20-й тур. 19 октября
- ЦСК ВМФ — «Динамо» Лв — 6:5
- МГУ — «Динамо» М — 4:4
- «Динамо» К — «Динамо» Тб — 9:7

21-й тур. 20 октября
- ЦСК ВМФ — «Динамо» Тб — 6:5
- МГУ — «Динамо» К — 5:5
- «Динамо» Лв — «Динамо» М — 4:3

## Финал за 7—12-е места

### Турнирная таблица
|                          | 7       | 8       | 9       | 10      | 11      | 12      | И  | В | Н  | П  | М       | О  |
| ------------------------ | ------- | ------- | ------- | ------- | ------- | ------- | -- | - | -- | -- | ------- | -- |
| 7. ККФ (Баку)            |         | 2:2 4:4 | 6:4 8:7 | 5:4 6:4 | 4:3 8:7 | 5:1 7:5 | 21 | 9 | 5  | 7  | 104:102 | 23 |
| 8. «Балтика» (Ленинград) | 2:2 4:4 |         | 4:4 6:6 | 5:5 4:7 | 4:3 4:4 | 7:6 7:5 | 21 | 6 | 10 | 5  | 96:98   | 22 |
| 9. «Спартак» (Волгоград) | 4:6 7:8 | 4:4 6:6 |         | 6:5 4:8 | 1:1 3:3 | 3:1 5:4 | 21 | 4 | 11 | 6  | 86:96   | 19 |
| 10. «Динамо» (Алма-Ата)  | 4:5 4:6 | 5:5 7:4 | 5:6 8:4 |         | 7:2 3:4 | 6:3 5:4 | 21 | 5 | 6  | 10 | 95:98   | 16 |
| 11. «Динамо» (Харьков)   | 3:4 7:8 | 3:4 4:4 | 1:1 3:3 | 2:7 4:3 |         | 3:2 5:7 | 21 | 3 | 7  | 11 | 75:95   | 13 |
| 12. «Торпедо» (Москва)   | 1:5 5:7 | 6:7 5:7 | 1:3 4:5 | 3:6 4:5 | 2:3 7:5 |         | 21 | 5 | 2  | 14 | 72:94   | 12 |

### Матчи
Волгоград, бассейн «Спартак»
12-й тур. 21 июня
- «Динамо» Х — «Торпедо» — 3:2
- ККФ — «Динамо» А-А — 5:4
- «Спартак» — «Балтика» — 4:4

13-й тур. 22 июня
- ККФ — «Балтика» — 2:2
- «Динамо» А-А — «Торпедо» — 6:3
- «Динамо» Х — «Спартак» — 1:1

14-й тур. 23 июня
- ККФ — «Динамо» Х — 4:3
- «Динамо» А-А — «Балтика» — 5:5
- «Спартак» — «Торпедо» — 3:1

15-й тур. 24 июня
- «Динамо» А-А — «Динамо» Х — 4:2
- «Балтика» — «Торпедо» — 7:6
- ККФ — «Спартак» — 6:4

16-й тур. 25 июня
- «Балтика» — «Динамо» Х — 4:3
- ККФ — «Торпедо» — 5:1
- «Спартак» — «Динамо» А-А — 6:5

Баку, бассейн СКА
17-й тур. 16 октября
- «Торпедо» — «Динамо» Х — 7:5
- «Спартак» — «Балтика» — 6:6
- ККФ — «Динамо» А-А — 6:4

18-й тур. 17 октября
- «Динамо» А-А — «Торпедо» — 5:4
- «Динамо» Х — «Спартак» — 3:3
- ККФ — «Балтика» — 4:4

19-й тур. 18 октября
- «Динамо» А-А — «Балтика» — 7:4
- «Спартак» — «Торпедо» — 5:4
- ККФ — «Динамо» Х — 8:7

20-й тур. 19 октября
- «Динамо» Х — «Динамо» А-А — 4:3
- «Балтика» — «Торпедо» — 7:5
- ККФ — «Спартак» — 8:7

21-й тур. 20 октября
- «Динамо» Х — «Балтика» — 4:4
- «Динамо» А-А — «Спартак» — 8:4
- ККФ — «Торпедо» — 7:5

## Призёры
МГУ: Сергей Бондаренко, Александр Древаль, Александр Зеленцов, Александр Кабанов, Николай Мельников, Юрий Митянин, Нугзар Мшвениерадзе, Валерий Пушкарёв, Виталий Романчук, Леонид Тищенко, Михаил Шувалов. Тренер — Михаил Рыжак.
 ЦСК ВМФ: Анатолий Акимов, Владимир Акимов, Юрий Богданов, Алексей Гаргонов, Вадим Гуляев, Александр Долгушин, Сергей Елисеев, Владимир (Вадим) Жмудский, Евгений Котельников, Леонид Осипов, Александр Шидловский. Тренер — Владимир Семёнов.
 «Динамо» (Киев): Алексей Баркалов, Георгий Бондаренко, Сергей Боржковский, Александр Войтович, Владимир Данько, Александр Захаров, Иосиф Земцов, Владимир Коваленко, Валерий Сергеев, Валерий Силантьев, Дмитрий Шарапов. Тренер — Михаил Авдеев.